# Selenisa vittata
Selenisa vittata är en fjärilsart som beskrevs av J. Peter Maassen 1890. Selenisa vittata ingår i släktet Selenisa och familjen nattflyn. Inga underarter finns listade i Catalogue of Life.